# Giovanna Amati
Giovanna Amati, född 20 juli 1962 i Rom, är en italiensk racerförare. 
Amati, en av få kvinnliga förare i formel 1, var andreförare i Brabham i de tre första loppen säsongen 1992. Hon kvalade dock inte in till något av loppen. Amati ersattes sedan av debutanten Damon Hill. 

## F1-karriär
| Säsong | Stall/Tillverkare | Poäng | Placering |
| ------ | ----------------- | ----- | --------- |
| 1992   | Brabham-Judd      | 0     | –         |